# The Town and the City
The Town and the City er en roman af den amerikanske forfatter Jack Kerouac, udgivet i 1950. Den var det første større værk, som Kerouac, der senere blev berømt med sin anden roman On the Road (1957), udgav. Som stor set alle Jack Kerouacs værker er The Town and the City dybest set selvbiografisk, selvom det måske er i mindre grad end de andre værker. The Town and the City blev skrevet i en mere konventionel stil over flere år, og den er betydeligt mere bearbejdet end de senere bøger, der blev skrevet efter, at Kerouac var gået over til sin hurtigt skrevne "spontane prosa". The Town and the City er skrevet, før Kerouac udviklede sin egen personlige stil, og den er stærkt påvirket af forfatteren Thomas Wolfe – selv i titlen, der minder om Wolfes romantitler, som f.eks. The Web and the Rock.
Romanen fokuserer på to steder (som antydet i titlen): Det ene er det tidlige beatmiljø i New York i slutningen af 1940'erne; det andet er den lille by Galloway i New Hampshire, hvor hovedpersonen bor, inden han kommer på universitetet takket være et fodbold-stipendiat. Den unge "Peter Martins" kamp for at opnå succes inden for universitetsfodbold svarer stort set til Jack Kerouacs egen – han vender senere tilbage til emnet i sit sidste værk, Vanity of Duluoz udgivet i 1968).
Storbyen, "the city", er repræsenteret af personer i det tidlige beatmiljø: Allen Ginsberg (Leon Levinsky i romanen), Lucien Carr (Kenneth Wood i romanen), William S. Burroughs (Will Dennison i romanen), Herbert Huncke (Junky i romanen), David Kammerer (Waldo Meister i romanen), Edie Parker (Judie Smith i romanen) of Joan Vollmer (Mary Dennison i romanen). Hen mod romanens slutning dør Waldo Meister efter et fald fra et vindue i Kenneth Woods lejlighed – et ekko af en virkelig begivenhed: David Kammerer blev stukket ned med en kniv af Lucien Carr, muligvis i selvforsvar. I romanen accepterer politiet påstanden om selvmord. En mere sand udgave af begivenheden kan læses i Vanity of Duluoz, hvor Carr arresteres og kommer i fængsel for manddrab, mens Kerouac kommer i fængsel i kort tid som medskyldig.